# 맷 그레이닝
매슈 에이브럼 그레이닝(Matthew Abram Groening)(1954년 2월 15일~ )은 미국의 만화가로 애니메이션 《심슨 가족》과 《퓨쳐라마》,  《디스인챈트》, 주간 만화 《라이프 인 헬》을 제작한 작가이다. 2002년에 국제만화가협회 류벤상을 수상했고, 2004년에는 영국 코미디어워드 아웃스탠딩 컨트리뷰션 투 코미디상을 수상하였다. 국내에서는 심슨 가족의 원작자로 잘 알려져 있으며, 심슨 가족을 퓨처라마의 카메오로도 종종 출연한다.